# 真田之親
真田 之親（さなだ ゆきちか、元和4年（1618年） - 没年不詳）は、真田信繁（幸村）が大坂城落城を脱出して四国に落ち延びて、その後にもうけた子供という民間伝承上の人物である。別名に石田之親。通称は権左衛門。

## 概要
江戸時代後期の讃岐の儒学者中山城山（なかやま じょうざん）が文政11年（1828年）に編纂した『全讃史』によれば、信繁は大坂夏の陣で敗れた後に脱出して、元和2年（1616年）9月に讃岐に至り、細川国弘（国広）のもとに寄食し、2年後にこの地で農民の娘との間に生まれた子が権左衛門之親であるとされている。之親には娘があり、国広の孫、太夫が娶り、その後は子孫は石田村から石田を姓としたが、明治以後、真田姓に復したとする。
香川県さぬき市寒川町石田には、この伝承の場所である国弘城跡がある。
信繁の三男幸信が戦後の元和元年（1615年）の生まれであるため、子孫であることが正しければ四男ということになるものの、異聞である幸村の生存説が前提となる。
江戸時代前期、寛永から元禄頃の史料『採要録（総本山知恩院旧記採要録）』には、「大坂落城後も九州、四国わたりハ海上を隔てれハ、彼国々へ落来たりし者多かりしとそ。真田幸村、大野治親も讃岐へ落来りしとかや。四国のうちニも、讃岐、阿波ハ大坂に近く、渡海も弁利なる故もあるへし。幸村も治親も讃岐の山家ニ忍び居て、名を替え、生涯を過せし様ニも云伝へり」と、あくまで伝聞と推測を記したものに過ぎないが、四国に落ち延びたというような伝承があったことをうかがわせる内容が記されている。